# Hydrovatus dama
Hydrovatus dama är en skalbaggsart som beskrevs av Guignot 1958. Hydrovatus dama ingår i släktet Hydrovatus och familjen dykare. Inga underarter finns listade i Catalogue of Life.